# Thestor basuta
Thestor basuta är en fjärilsart som beskrevs av Hans Daniel Johan Wallengren 1857. Thestor basuta ingår i släktet Thestor och familjen juvelvingar. Inga underarter finns listade i Catalogue of Life.